# À chaque pas
"À chaque pas" är en låt framförd av den franska sångaren Jonatan Cerrada. Låten var Frankrikes bidrag i Eurovision Song Contest 2004 i Istanbul i Turkiet. Låten är skriven av Cerrada själv, i samarbete med Benjamin Robbins och Steve Balsamo.
Bidraget framfördes i finalen den 15 maj och slutade där på femtonde plats med 40 poäng.